# Philips Doubleth

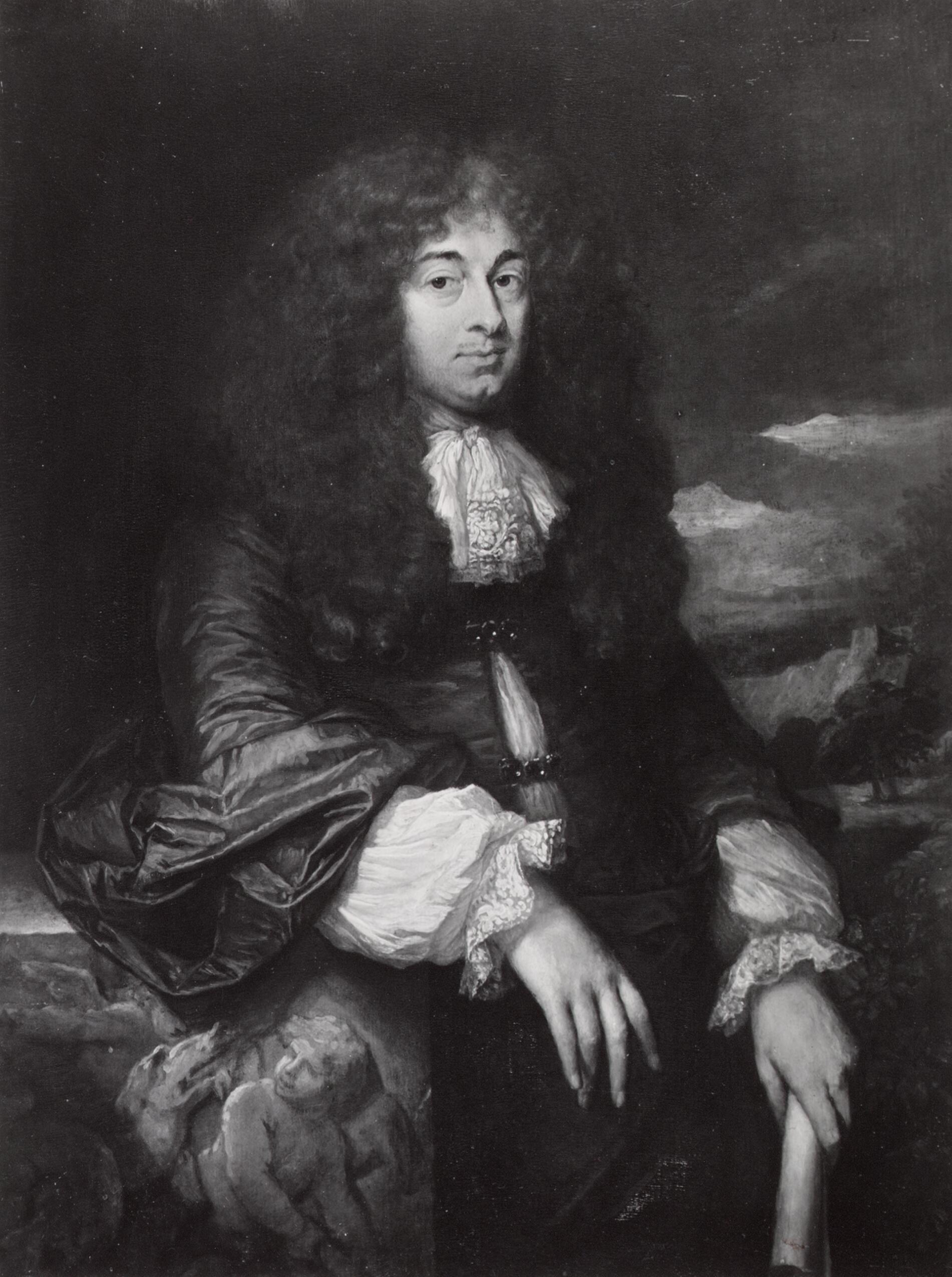
Portret van Philips Doublet uit 1667

Philips Doubleth (Den Haag,  gedoopt 6 februari 1633 – aldaar begraven 6 juli 1707), telg uit een Haags regentengeslacht, heer van  Sint-Annaland, Callantsoog en Moggershil, was als  Ontvanger-generaal van de Republiek der Zeven Verenigde Nederlanden verantwoordelijk voor de inning van belastingen en de op-een-na hoogste ambtenaar op financieel gebied.

## Biografie
De naam van Philips Doubleth wordt ook geschreven als Philip(s) Doublet en Filip(s) Doublet(h).

### Afkomst

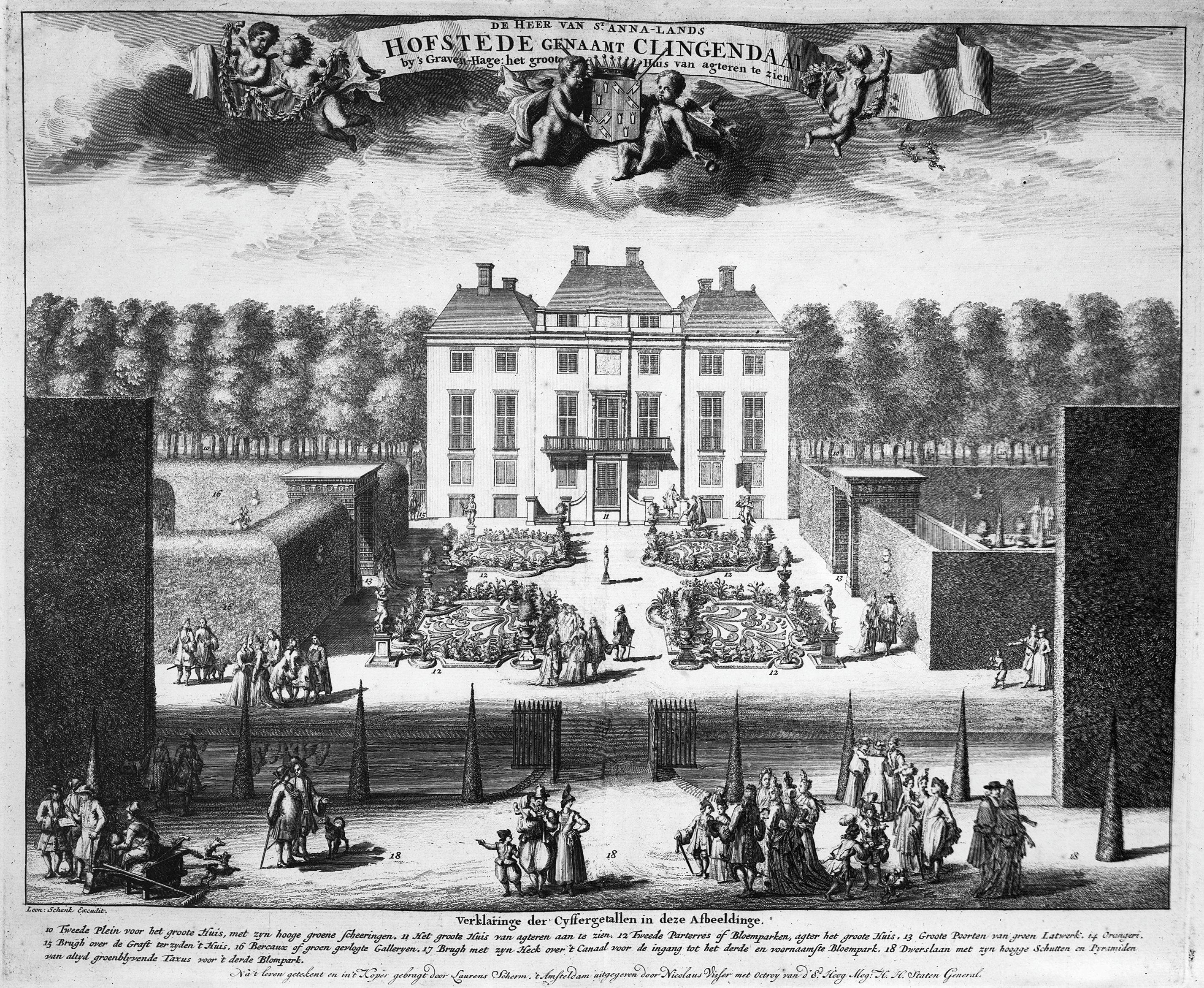
Buitenplaats Clingendael op een gravure van L.Schenk. Bovenin het wapen van de familie Doubleth

Het geslacht Doubleth was in de 15e eeuw in Mechelen tot het patriciaat gaan horen en verhuisde als aanhanger van Willem van Oranje naar Den Haag toen daar eind 16e eeuw de regering werd gevestigd. De grootvader van Doubleth III was in Den Haag werkzaam als ontvanger-generaal van de Unie, toentertijd een zeer lucratieve functie. De familie Doubleth was schatrijk en verschafte in de begindagen bij tijd en wijle leningen aan de Republiek. Philips Doubleth III was de zoon van Mr. Philips II, advocaat, Secretaris van de Magistraat van Den Haag en ontvanger-generaal van de Republiek der Zeven Verenigde Nederlanden (hierna afgekort: de Republiek) en van Geertruid Huygens, dochter van Christiaan Huygens (senior), Secretaris van de Raad van State, en van Susanna Hoefnagel, een zuster van de Antwerpse schilder Joris Hoefnagel. Na het overlijden van Mr. Philips zou zijn erfgenamen het voor die tijd zeer grote bedrag van 938.000,- gulden ten deel vallen. Zijn zoon Philips erfde naast waardepapieren onder meer de heerlijkheden van Sint Annaland en Moggershil, het landgoed Clingendael in Wassenaar en onroerend goed aan het chique Lange Voorhout in Den Haag.

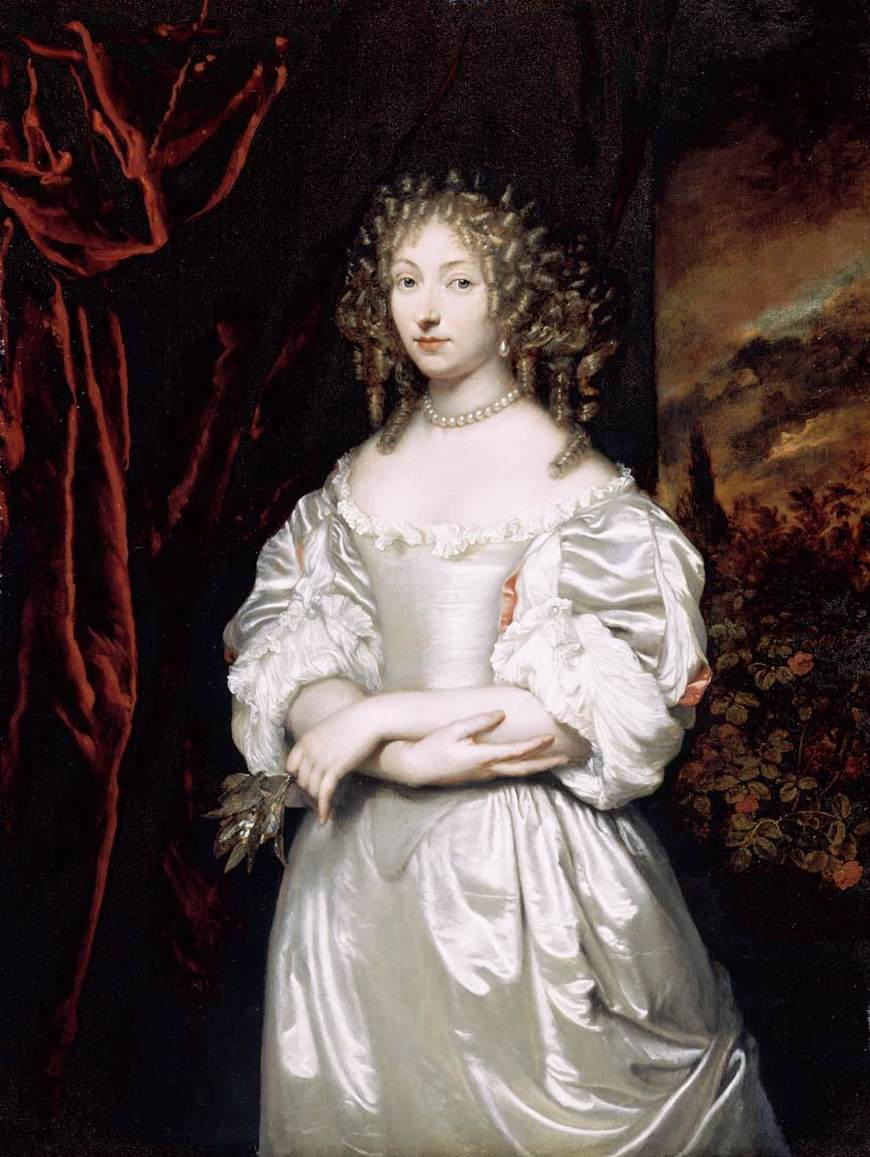
Portret van Susanna Huygens door Caspar Netscher.

### Loopbaan
Over de loopbaan van Philips Doubleth is niet bijzonder veel bekend. Zijn familierelaties geven goed weer hoe de Nederlandse elite in die tijd functioneerde. Banen werden veelal gegund op grond van familierelaties en het is daarom niet opmerkelijk dat Doubleth dezelfde hoge functie als zijn vader bekleedde. Om precies te zijn: Philips was de vierde Doubleth die deze functie vervulde. Daarnaast waren twee leden van de familie Doubleth burgemeester van Den Haag. Ook kunnen zijn familiebanden met de familie Huygens een rol kunnen hebben gespeeld. Philips schoonvader Constantijn Huygens was secretaris van drie opeenvolgende stadhouders van de Republiek.

### Susanna Huygens

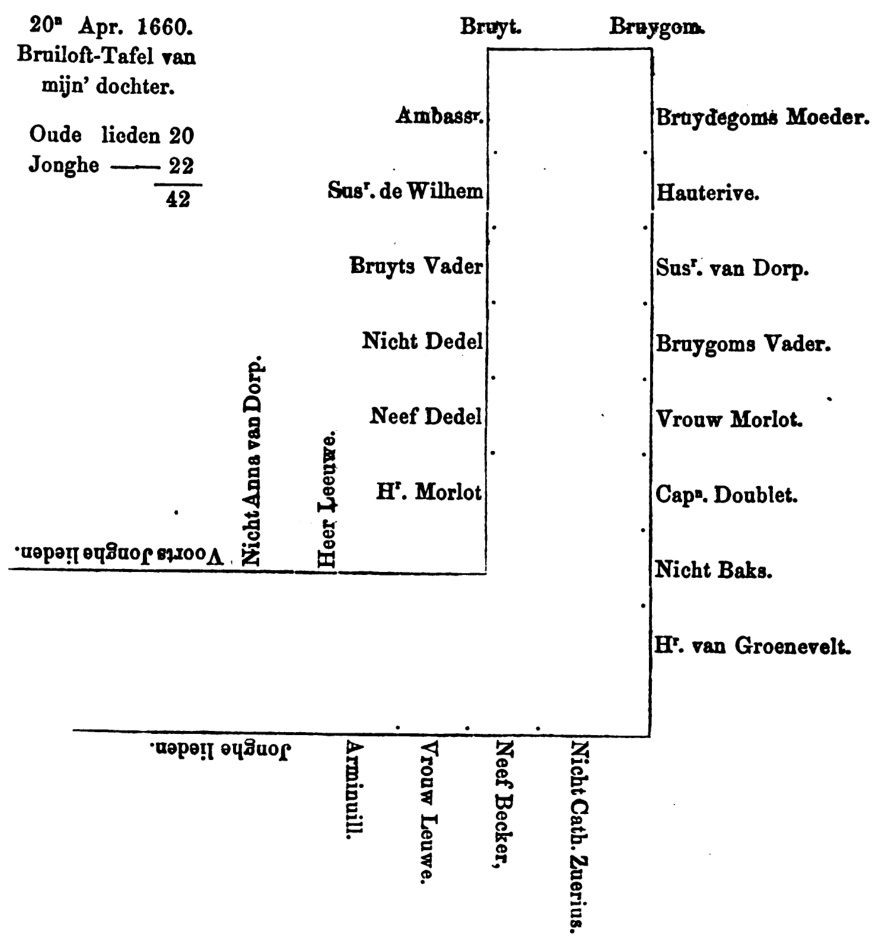
Tafelschikking bij het feestdiner ter gelegenheid van het huwelijk van Susanna Huygens en Philips Doubleth, op 20 april 1660 in de buitenplaats Hofwijck te Voorburg. (Afbeelding in boek Nadere bijzonderheden betrekkelijk Constantijn Huygens en zijne familie)

Philips Doublet huwde in 1660 te Den Haag met zijn nicht Susanna Huygens (Den Haag, 13 maart 1637 – Den Haag, 24 augustus 1725). Zij was de enige dochter van Suzanna van Baerle en Constantijn Huygens, secretaris van de stadhouders Frederik Hendrik, Willem II en Willem III. Philips moeder Geertruid was de zus van haar vader. Van haar vader krijgt Susanna een bruidsschat mee ter waarde van 50.000,- gulden. (goederen, rentebrieven, etc.) Ook Philips kreeg van zijn vader een bruidsschat mee van die hoogte. Constantijn Huygens beschreef de huwelijksdag, die hij belachelijk overdadig maar tegelijk status bevestigend vond, onder andere in een brief die hij schreef aan Béatrix de Cusance. Bij het feestdiner dat werd gegeven in Huygens buitenplaats Hofwijck in Voorburg zaten onder meer aan Johan Dedel, Raadsheer en President van het Hof van Holland en David van Marlot, President van de Hoge Krijgsraad en hun respectievelijke echtgenotes. Vele personen die niet bij het diner aanwezig konden zijn lieten van zich horen door een bijdrage voor het diner te sturen. Om er enkele te noemen: Namens de Prinses-weduwe Maria Stuart werd een gezoden Zwijnskop bezorgd. Prins Johan Maurits van Nassau-Siegen stuurde een wild zwijn en de stad Breda schonk 24 hoenderen en 2 hazen. Na het huwelijk trok Susanna in bij Philips op zijn buitenverblijf Clingendael te Wassenaar. In Den Haag hadden zij een verblijf aan het Lange Voorhout.

### Nageslacht
In 1661 werd dochter Geertruid, eerste van zes kinderen, geboren. Zij overleed al op jonge leeftijd. Ook het tweede en vierde kind van het echtpaar Doubleth-Huygens overleden op jonge leeftijd. Constantijn Huygens  zou de grafschriften voor zijn kleinkinderen schrijven. Aan Susanna schreef hij in 1672 als troost, toen zij voor de derde keer een kind verloor:

“God haalt uw kinderen zo dicht als hij ze u zendt: / Dit ’s nu de derde reis; werd gj ’t nog niet gewend ?”

Tien jaar later zou zijn schoonzoon Philips Doublet het grafschrift voor hemzelf schrijven. Susanna overleefde haar man, die stierf in 1707 en haar drie oudere broers en overleed zelf in 1725.  Zij had als weduwe een inkomen van 20.000,- gulden,  bewoonde een huis van 1800.- gulden huurwaarde, bezat de buitenplaats Clingendael, en een koets met 2 paarden en gaf werk aan 7 dienstboden.
Dochter Constantia Theodora Doubleth trad in 1680 in het huwelijk met Mattheus Hoeufft (1647-1720), heer van Oijen, majoor van een regiment ruiters. Op haar huwelijk traden haar grootvader Constantijn Huygens Sr., haar oom Constantijn Huygens jr., alsmede haar neef François Doubleth, burgemeester van Den Haag, als getuigen op.
Een andere dochter van Philips Doubleth, Philippina, huwde haar neef Constantijn Huygens, net als zij een kleinkind van Constantijn Huygens en Suzanna van Baerle.